# Vindulskär
Vindulskär är en ö nära Nötö i Nagu,  Finland. Den ligger i Skärgårdshavet i Pargas stad i den ekonomiska regionen  Åboland i landskapet Egentliga Finland, i den sydvästra delen av landet. Ön ligger omkring 5 kilometer sydost om Nötö, 31 kilometer söder om Nagu kyrka, 64 kilometer söder om Åbo och omkring 180 kilometer väster om Helsingfors. Närmaste allmänna förbindelse är förbindelsebryggan vid Sandholm som trafikeras av M/S Nordep.
Öns area är 16,9 hektar och dess största längd är 0,9 kilometer i nord-sydlig riktning. Ön höjer sig omkring 15 meter över havsytan.